# Terminàlia (planta)

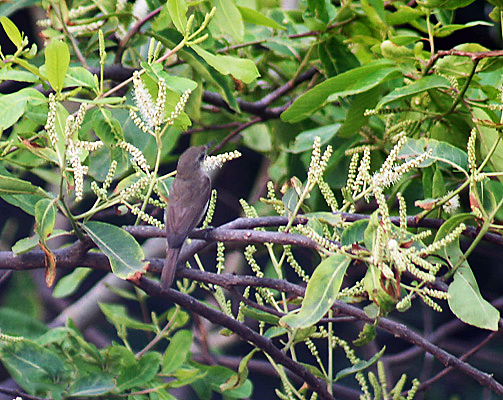
Terminalia arjuna; flors

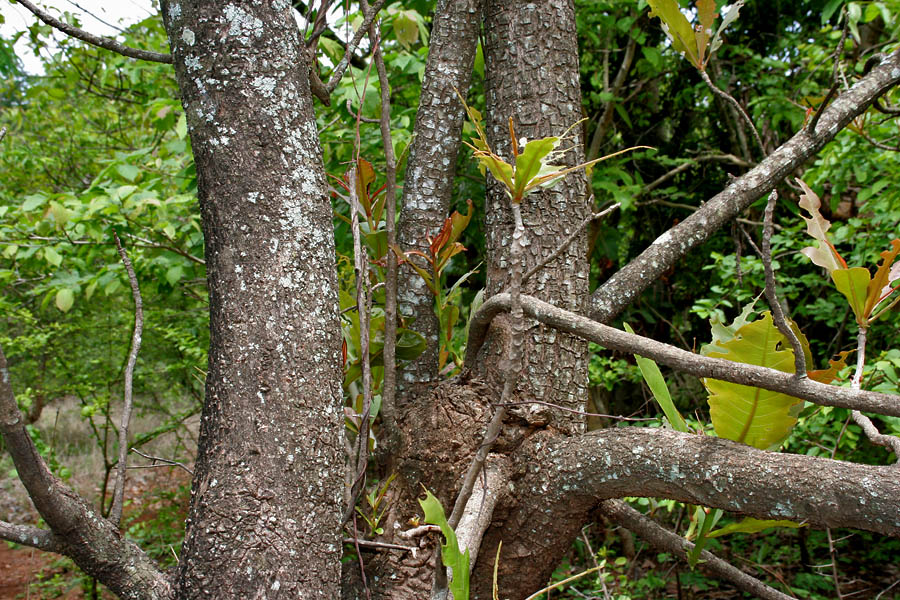
Terminalia bellerica; tronc

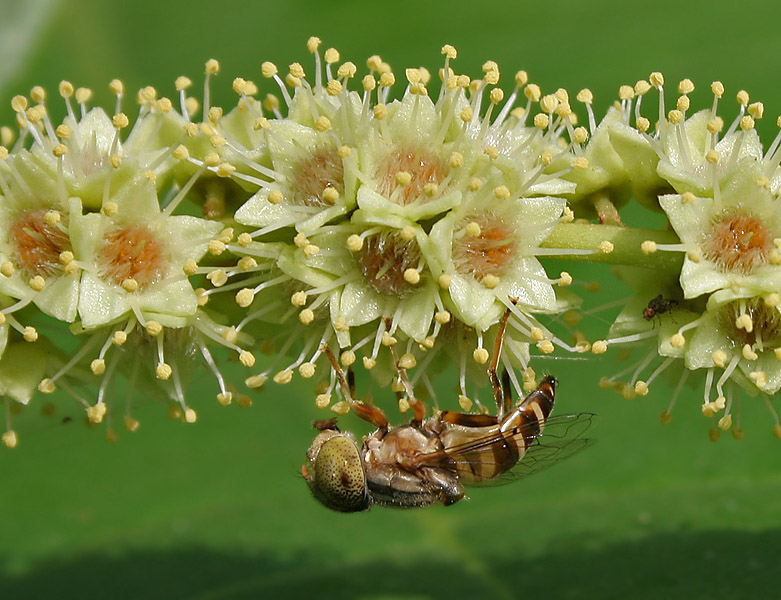
Terminalia catappa; flors

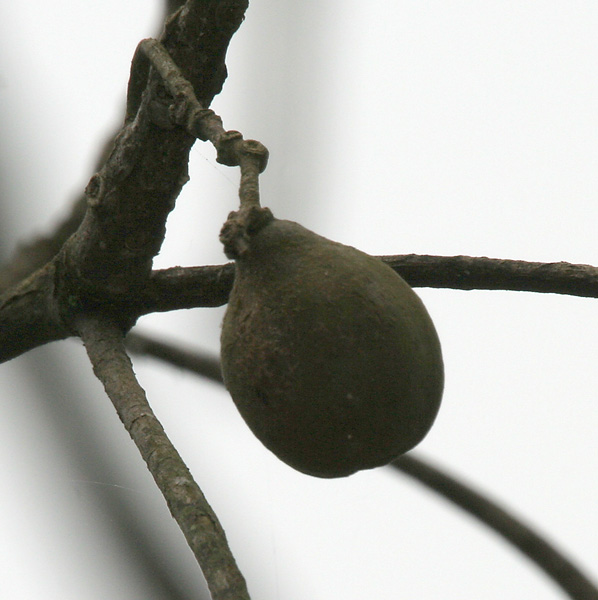
Terminalia chebula; fruit

Terminàlia (Terminalia) és un gènere de plantes amb flor de la família Combretaceae.

## Característiques
Són arbres que es troben a les zones tropicals de tot el món. Molts dels arbres d'aquest gènere són una font de productes medicinals a la medicina tradicional.

## Taxonomia
N'hi ha unes 100 espècies:
- Terminalia acuminata
- Terminalia alata (T. elliptica, T. tomentosa) – llorer de l'Índia
- Terminalia altissima (T. superba) – White afara
- Terminalia amazonia (T. hayesii, Chuncoa amazonia) – olivera blanca
- Terminalia angustifolia (T. bentzoë, T. bentzoin, T. mauritiana)
- Terminalia arborea (T. citrina)
- Terminalia arbuscula
- Terminalia archipelagi
- Terminalia arjuna (Pentaptera arjuna, Pentaptera glabra) – mirabolà d'Arjuna, Koha, Marudah blnc
- Terminalia australis – pal groc, Tanimbú
- Terminalia avicennioides
- Terminalia bellirica (Myrobalanus bellirica) – mirabolà bord
- Terminalia bialata – fusta argentada de l'Índia
- Terminalia brachystemma
- Terminalia brassii
- Terminalia bucidoides
- Terminalia buceras (Bucida buceras) – olivera negra
- Terminalia bursarina - Bendí
- Terminalia calamansanai
- Terminalia catappa – ametller de l'Índia, ametller tropical, arbre parasol
- Terminalia chebula (T. reticulata) – mirabolà negre, haritaki
- Terminalia cherrieri
- Terminalia ciliata
- Terminalia citrina
- Terminalia copelandii (T. procera)
- Terminalia corticosa (T. mucronata)
- Terminalia eddowesii
- Terminalia edulis (T. microcarpa)
- Terminalia elliptica – llorer de l'Índia (T. alata, T. tomentosa)
- Terminalia eriostachya
- Terminalia erythrophylla (T. erythrophyllum)
- Terminalia ferdinandiana — pruner kakadu
- Terminalia foetidissima (T. ovocarpa)
- Terminalia franchetii (T. triptera)
- Terminalia glabrescens
- Terminalia glaucifolia
- Terminalia hararensis
- Terminalia hecistocarpa
- Terminalia intermedia
- Terminalia ivorensis – Idigbo
- Terminalia januariensis
- Terminalia kaernbachii (T. okari) – okari
- Terminalia kangeanensis
- Terminalia kuhlmannii
- Terminalia latifolia
- Terminalia mantaly - – ametller de Madagascar
- Terminalia molinetii (Bucida molinetii)
- Terminalia muelleri
- Terminalia myriocarpa
- Terminalia nitens
- Terminalia novocaledonica
- Terminalia oblongata
- Terminalia obovata
- Terminalia oliveri
- Terminalia paniculata
- Terminalia parviflora
- Terminalia pellucida
- Terminalia phanerophlebia
- Terminalia phellocarpa
- Terminalia prunioides - ametller morat
- Terminalia reitzii
- Terminalia rerei
- Terminalia schimperiana
- Terminalia sericea – ametller argentat
- Terminalia seriocarpa - Damson
- Terminalia subspathulata
- Terminalia superba – Limba
- Terminalia tripteroides
- Terminalia volucris - fusta rosada

## Galeria

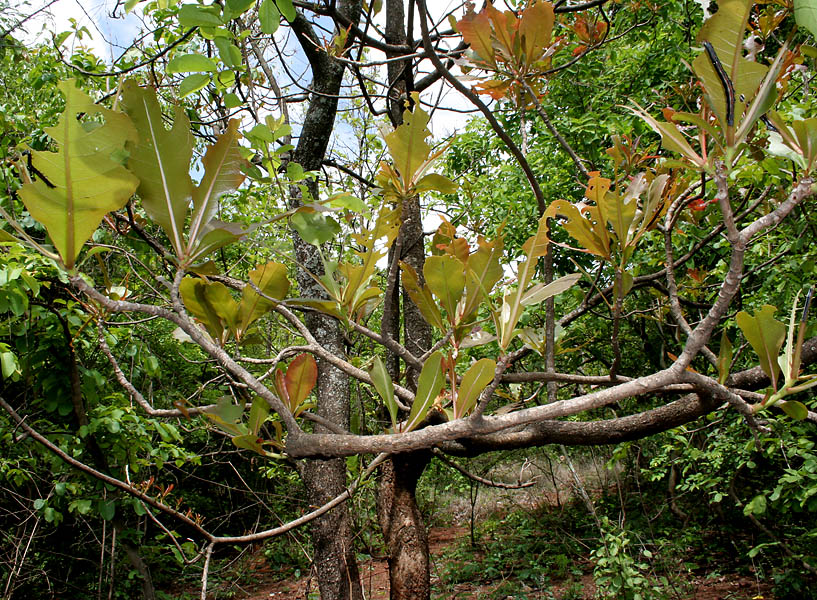
Terminalia bellerica
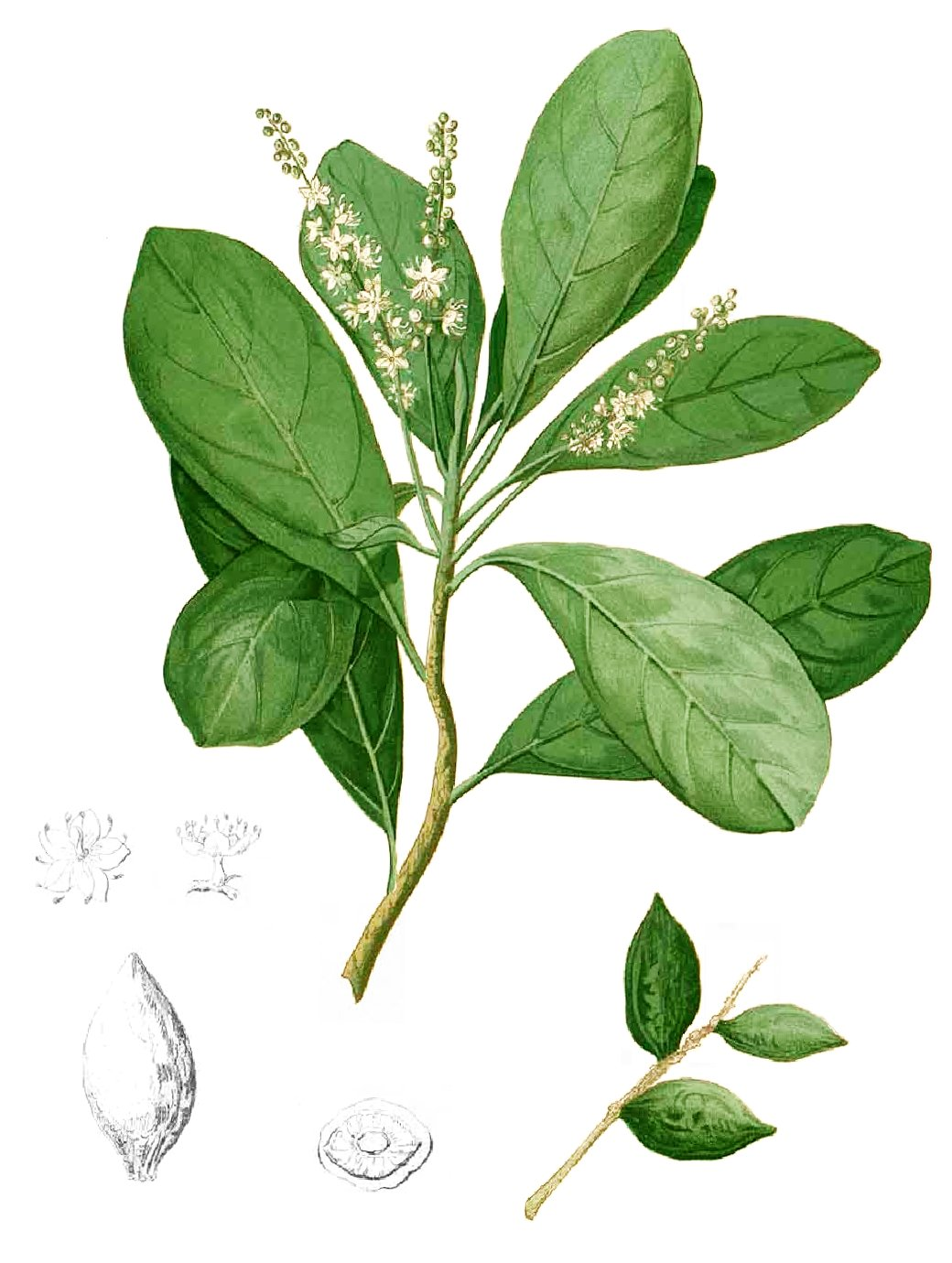
Terminalia sumatrana
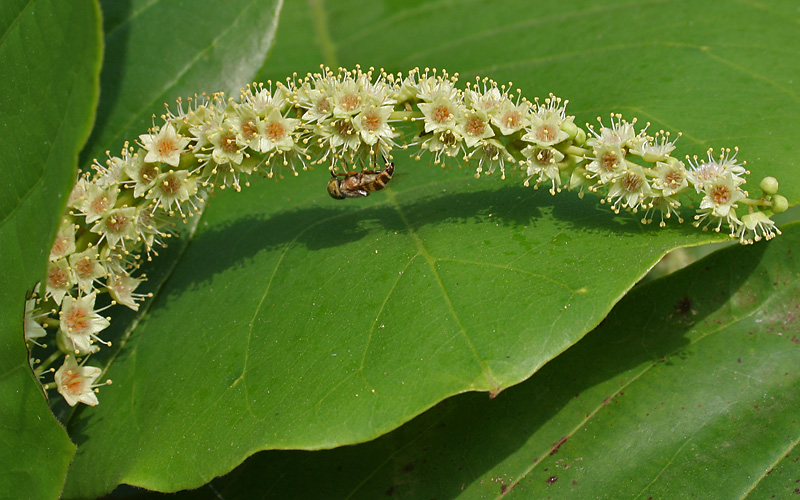
Terminalia catappa flors
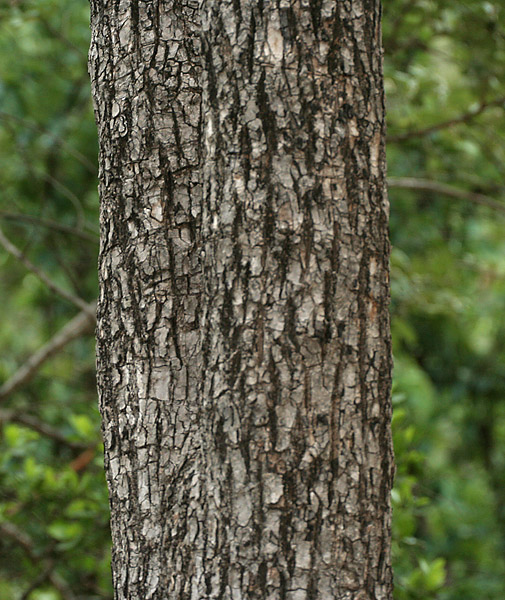
Terminalia pallida a Andhra Pradesh, Índia.
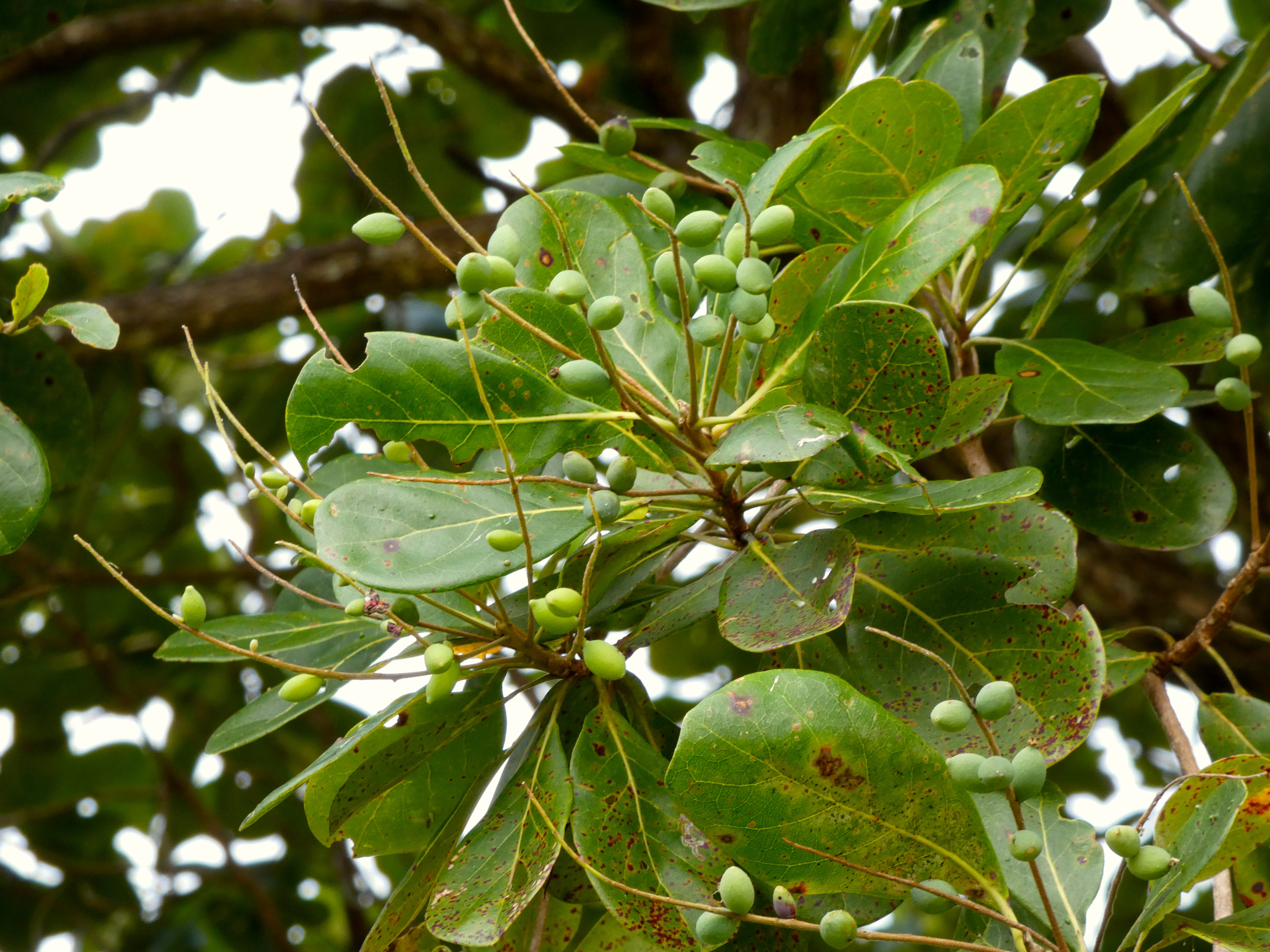
Terminalia muelleri
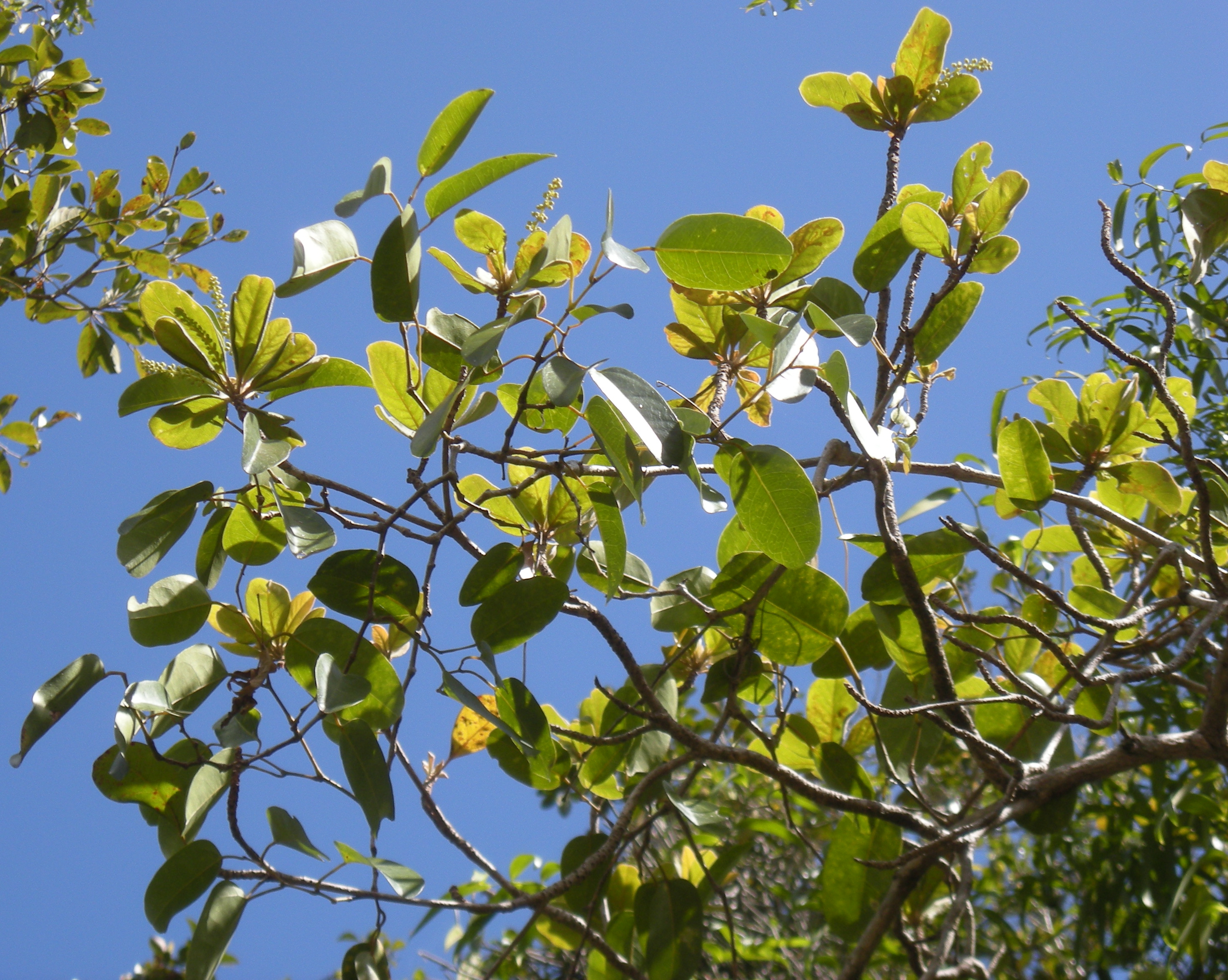
T. porphyrocarpa
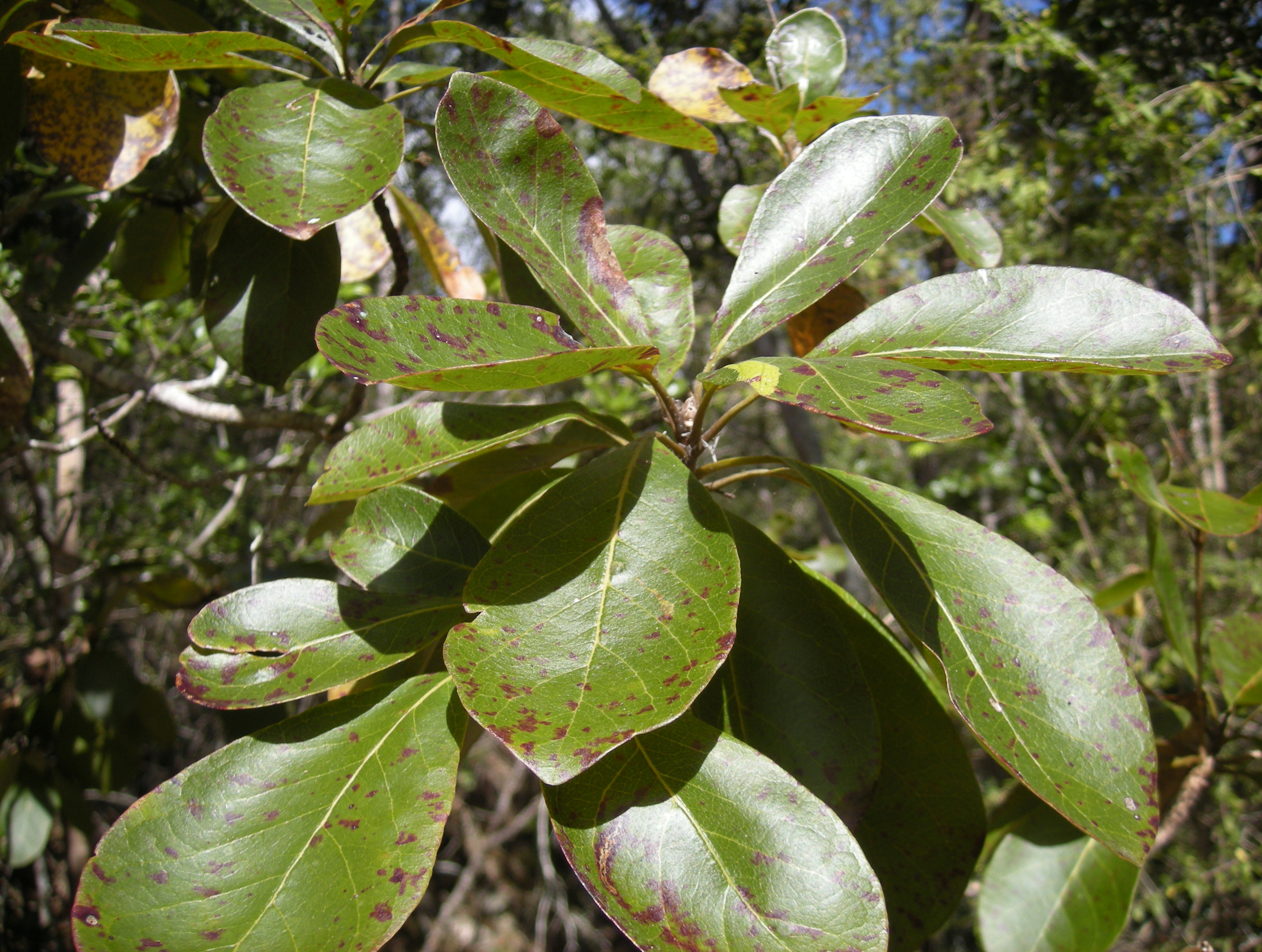
T. porphyrocarpa
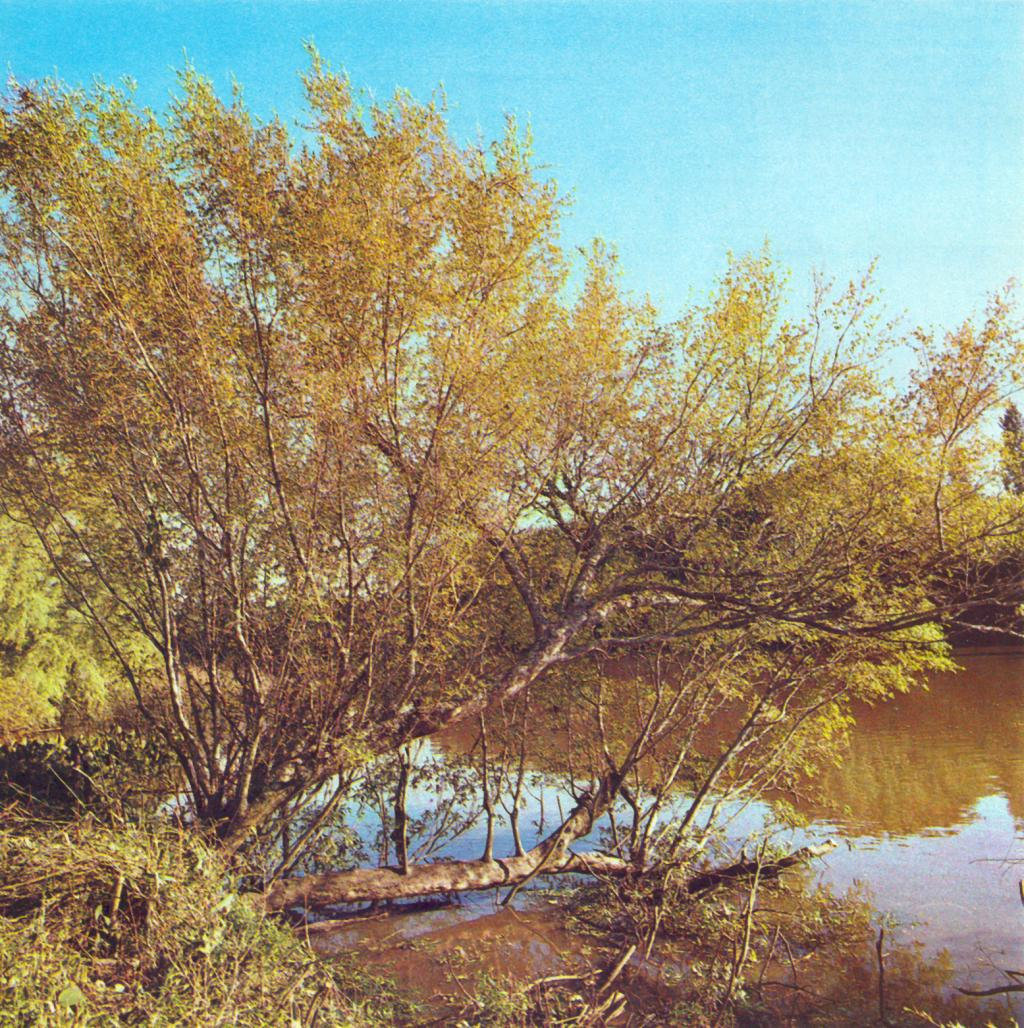
Terminalia australis